# Mount Ayres
Mount Ayres är ett berg i Antarktis. Det ligger i Östantarktis. Australien gör anspråk på området. Toppen på Mount Ayres är 2 600 meter över havet.
Terrängen runt Mount Ayres är kuperad norrut, men söderut är den platt. Trakten är obefolkad. Det finns inga samhällen i närheten.